# کندی دارلینگ
کندی دارلینگ (انگلیسی: Candy Darling؛ ۲۴ نوامبر ۱۹۴۴ – ۲۱ مارس ۱۹۷۴) هنرپیشه اهل ایالات متحده آمریکا بود.او یک زن ترنس بود.